# Mark Fisher (Musiker)
Mark Fisher (* 24. März 1895 in Philadelphia; † 2. Januar 1948 in Long Lake, Lake County (Illinois)) war ein US-amerikanischer Songwriter, Sänger, Banjospieler und Bandleader.
Fisher spielte 1924 bei Ted Weems, an dessen Aufnahmen für Victor er beteiligt war; er schrieb mit Joe Goodwin (1889–1943) und Larry Shay (1897–1988) (Everywhere You Go, When You’re Smiling) bzw. mit Joe Burke und Benny Davis (Oh, How I Miss You Tonight, 1924) eine Reihe von Songs.
Mit seiner Aufnahme des Songs Oh, How I Miss You Tonight (Brunswick 2874) als Sänger und Banjospieler, begleitet vom Ted Fiorito Oriole Terrace Orchestra hatte er einen Hit in den Vereinigten Staaten. Der Song wurde in späteren Jahren u. a. von Jeanne Black, Sammy Kaye The Platters, Tony Martin, Jim Reeves und Kay Starr gecovert. Im Bereich des Jazz war er zwischen 1924 und 1933 an dreizehn Aufnahmesessions beteiligt, zuletzt mit seinem Edgewater Beach Hotel Orchestra für Columbia Records (Black Eyed Susan Brown/Lovey). In den 1930er-Jahren leitete Mark Fisher ein Tanzorchester.